# Songjiachang Shuiku
Songjiachang Shuiku (kinesiska: 宋家场水库) är en reservoar i Kina. Den ligger i provinsen Henan, i den centrala delen av landet, omkring 220 kilometer söder om provinshuvudstaden Zhengzhou. Songjiachang Shuiku ligger 178 meter över havet. Arean är 5,0 kvadratkilometer. Trakten runt Songjiachang Shuiku består till största delen av jordbruksmark. Den sträcker sig 3,5 kilometer i nord-sydlig riktning, och 4,0 kilometer i öst-västlig riktning.
Genomsnittlig årsnederbörd är 1 092 millimeter. Den regnigaste månaden är augusti, med i genomsnitt 222 mm nederbörd, och den torraste är december, med 14 mm nederbörd.